# Gustavo di Danimarca
Gustavo di Danimarca (nome completo in danese Christian Frederik Vilhelm Valdemar Gustav; Palazzo di Charlottenlund, 4 marzo 1887 – Copenaghen, 5 ottobre 1944) è stato un principe danese.

## Biografia

### Nascita

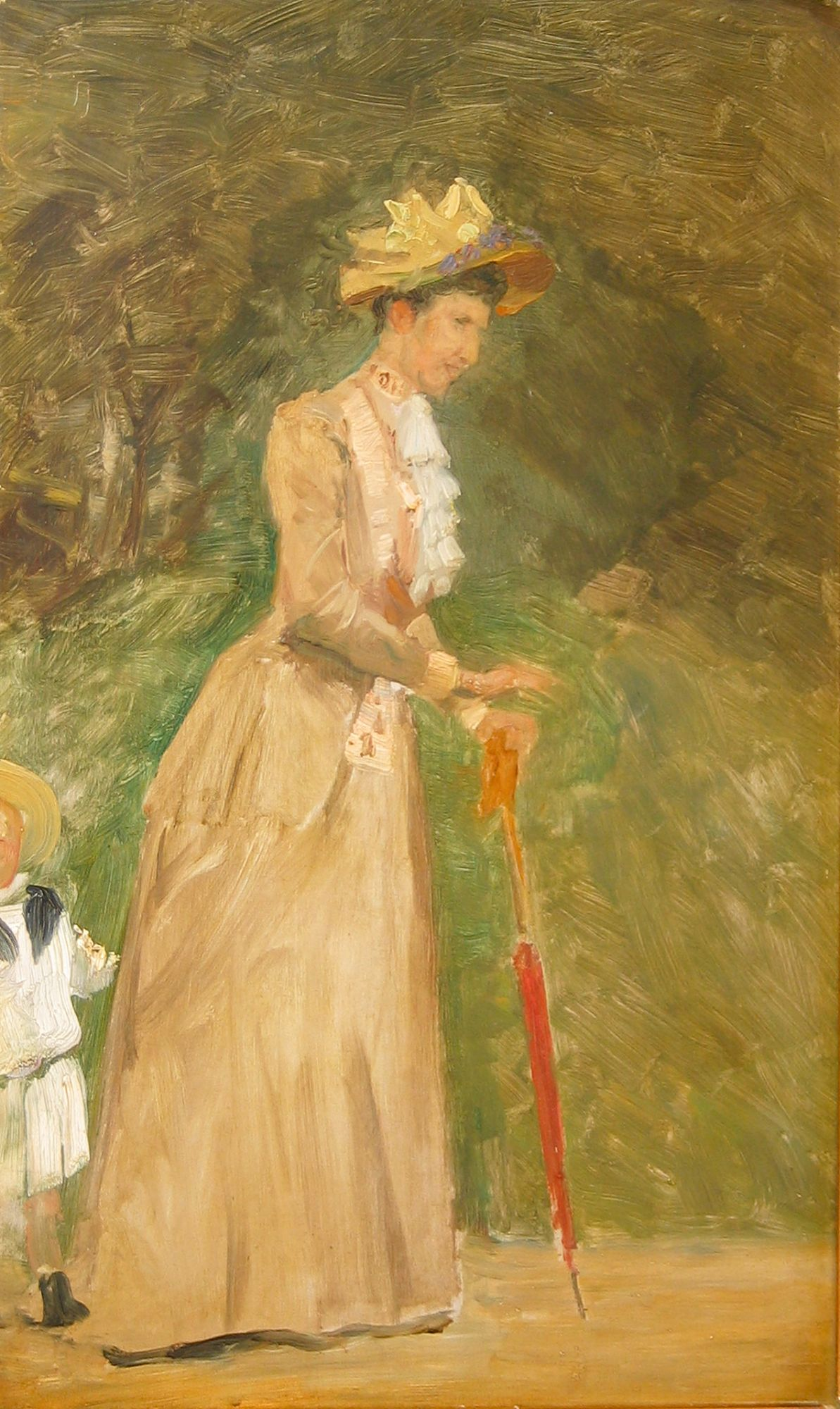
Gustavo ritratto con la madre da August Jerndorff, 1890 circa

Nacque nel Palazzo di Charlottenlund, settimo figlio di Federico VIII e di Luisa di Svezia. I suoi nonni paterni furono Cristiano IX e Luisa d'Assia-Kassel; quelli materni Carlo XV e Luisa dei Paesi Bassi.

### Attività
Per un breve periodo prestò servizio nella Kongelige Livgarde e venne nominato capitano à la suite nel 1915. Nel 1934 divenne presidente onorario della Rappresentanza congiunta delle Associazioni delle Guardie Danesi.
L'anno seguente, con i coniugi Nikolaj Aleksandrovič Kulikovskij e Ol'ga Aleksandrovna Romanova, fu il padrino di Alexander, figlio del tenente Christian Frederik von Schalburg, nella chiesa ortodossa russa di Copenaghen.

### Ultimi anni

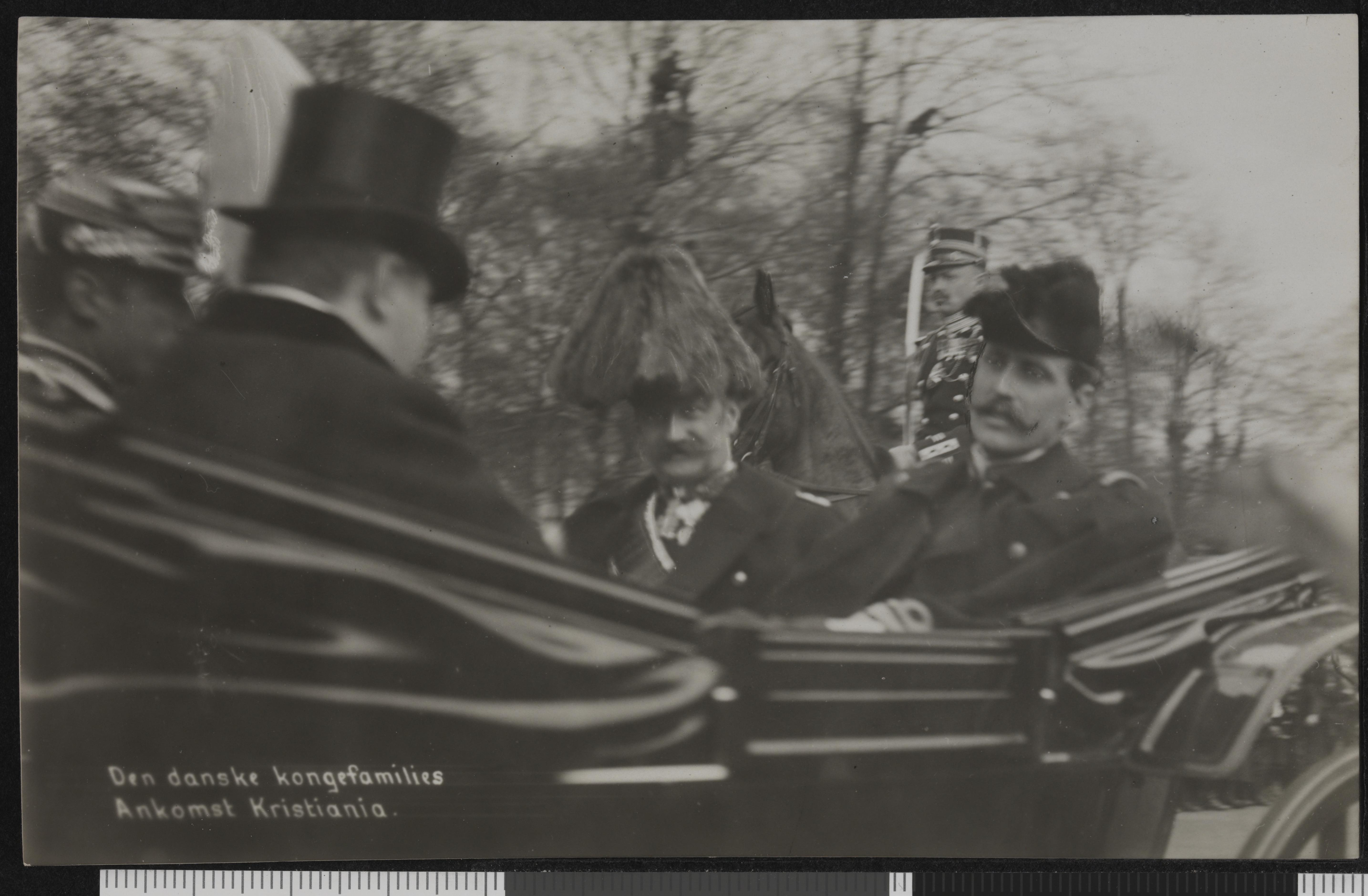
Gustavo in carrozza con il padre e il fratello Haakon VII, nel 1907

Non si sposò e non ebbe figli. Visse nel castello di Egelund, ereditato dalla madre, fino alla morte avvenuta a 57 anni. Era particolarmente legato alla sorella Thyra, anch'ella nubile, con cui faceva frequenti visite al fratello Haakon VII di Norvegia.

## Titoli e trattamento
- 4 marzo 1887 - 5 ottobre 1944: Sua Altezza Reale, il principe Gustavo di Danimarca

## Ascendenza
|                            |                   |                                | Genitori                               |  |  | Nonni |  |  | Bisnonni                                                       |  |  | Trisnonni                                            |  |
|                            |                   |                                |                                        |  |  |       |  |  | Federico Guglielmo di Schleswig-Holstein-Sonderburg-Glücksburg |  |  | Federico Carlo di Schleswig-Holstein-Sonderburg-Beck |  |
|                            |                   |                                |                                        |  |  |       |  |  | Federico Guglielmo di Schleswig-Holstein-Sonderburg-Glücksburg |  |  | Federico Carlo di Schleswig-Holstein-Sonderburg-Beck |  |
|                            |                   | Federica di Schlieben          |                                        |  |  |       |  |  | Federico Guglielmo di Schleswig-Holstein-Sonderburg-Glücksburg |  |  |                                                      |  |
| Cristiano IX di Danimarca  |                   |                                |                                        |  |  |       |  |  | Federico Guglielmo di Schleswig-Holstein-Sonderburg-Glücksburg |  |  |                                                      |  |
|                            |                   | Luisa Carolina d'Assia-Kassel  | Carlo d'Assia-Kassel                   |  |  |       |  |  |                                                                |  |  |                                                      |  |
|                            |                   | Luisa Carolina d'Assia-Kassel  | Carlo d'Assia-Kassel                   |  |  |       |  |  |                                                                |  |  |                                                      |  |
|                            |                   | Luisa Carolina d'Assia-Kassel  | Luisa di Danimarca                     |  |  |       |  |  |                                                                |  |  |                                                      |  |
| Federico VIII di Danimarca |                   | Luisa Carolina d'Assia-Kassel  |                                        |  |  |       |  |  |                                                                |  |  |                                                      |  |
|                            |                   | Guglielmo d'Assia-Kassel       | Federico d'Assia-Kassel                |  |  |       |  |  |                                                                |  |  |                                                      |  |
|                            |                   | Guglielmo d'Assia-Kassel       | Federico d'Assia-Kassel                |  |  |       |  |  |                                                                |  |  |                                                      |  |
|                            |                   | Guglielmo d'Assia-Kassel       | Carolina di Nassau-Usingen             |  |  |       |  |  |                                                                |  |  |                                                      |  |
| Luisa d'Assia-Kassel       |                   | Guglielmo d'Assia-Kassel       |                                        |  |  |       |  |  |                                                                |  |  |                                                      |  |
|                            |                   | Luisa Carlotta di Danimarca    | Federico di Danimarca                  |  |  |       |  |  |                                                                |  |  |                                                      |  |
|                            |                   | Luisa Carlotta di Danimarca    | Federico di Danimarca                  |  |  |       |  |  |                                                                |  |  |                                                      |  |
|                            |                   | Luisa Carlotta di Danimarca    | Sofia Federica di Meclemburgo-Schwerin |  |  |       |  |  |                                                                |  |  |                                                      |  |
| Gustavo di Danimarca       |                   | Luisa Carlotta di Danimarca    |                                        |  |  |       |  |  |                                                                |  |  |                                                      |  |
|                            | Oscar I di Svezia | Jean-Baptiste Jules Bernadotte |                                        |  |  |       |  |  |                                                                |  |  |                                                      |  |
|                            | Oscar I di Svezia | Jean-Baptiste Jules Bernadotte |                                        |  |  |       |  |  |                                                                |  |  |                                                      |  |
|                            | Oscar I di Svezia | Désirée Clary                  |                                        |  |  |       |  |  |                                                                |  |  |                                                      |  |
| Carlo XV di Svezia         | Oscar I di Svezia |                                |                                        |  |  |       |  |  |                                                                |  |  |                                                      |  |
|                            |                   | Giuseppina di Leuchtenberg     | Eugenio di Beauharnais                 |  |  |       |  |  |                                                                |  |  |                                                      |  |
|                            |                   | Giuseppina di Leuchtenberg     | Eugenio di Beauharnais                 |  |  |       |  |  |                                                                |  |  |                                                      |  |
|                            |                   | Giuseppina di Leuchtenberg     | Augusta di Baviera                     |  |  |       |  |  |                                                                |  |  |                                                      |  |
| Luisa di Svezia            |                   | Giuseppina di Leuchtenberg     |                                        |  |  |       |  |  |                                                                |  |  |                                                      |  |
|                            |                   | Federico d'Orange-Nassau       | Guglielmo I dei Paesi Bassi            |  |  |       |  |  |                                                                |  |  |                                                      |  |
|                            |                   | Federico d'Orange-Nassau       | Guglielmo I dei Paesi Bassi            |  |  |       |  |  |                                                                |  |  |                                                      |  |
|                            |                   | Federico d'Orange-Nassau       | Guglielmina di Prussia                 |  |  |       |  |  |                                                                |  |  |                                                      |  |
| Luisa dei Paesi Bassi      |                   | Federico d'Orange-Nassau       |                                        |  |  |       |  |  |                                                                |  |  |                                                      |  |
|                            |                   | Luisa di Prussia               | Federico Guglielmo III di Prussia      |  |  |       |  |  |                                                                |  |  |                                                      |  |
|                            |                   | Luisa di Prussia               | Federico Guglielmo III di Prussia      |  |  |       |  |  |                                                                |  |  |                                                      |  |
|                            |                   | Luisa di Prussia               | Luisa di Meclemburgo-Strelitz          |  |  |       |  |  |                                                                |  |  |                                                      |  |
|                            |                   | Luisa di Prussia               |                                        |  |  |       |  |  |                                                                |  |  |                                                      |  |